# 世界焱博駅
世界焱博駅（せかいほのおはくえき）は、かつて松浦鉄道西九州線に開設されていた臨時駅（廃駅）である。

## 概要
1996年（平成8年）7月19日から同年10月13日まで佐賀県西松浦郡有田町他において開催された世界・焱の博覧会のメイン会場となる有田会場への来場者輸送のために開設された。なお、博覧会は7月19日開幕であったが内覧会等のために同月1日から先行して営業された。
博覧会終了後、会場跡地は「歴史と文化の森公園」として整備されたが、当駅廃止後の1997年（平成9年）3月22日に当駅跡から0.3 km（営業キロ）蔵宿駅寄りに黒川駅が新設され、これが公園への最寄り駅となっている。

## 歴史
- 1996年（平成8年）
  - 7月1日：開業[1]。
  - 10月16日：廃止[1]。

## 駅構造
単式ホーム1面1線が線路と並行する道路の間に設置された。

## 駅周辺
- 伊万里・有田消防本部有田消防署
- 歴史と文化の森公園[2] - 1996年（平成8年）に開催された「世界・焱の博覧会」の会場跡に整備された公園。
  - 「花炎」（モニュメント。作：岡本太郎[3]） - 岡本を顕彰する企画として「タロフェス」が開催される[4][5]。
  - 炎の博記念堂
- 有田温泉[6]
- 国道35号
- 佐賀県道298号蔵宿有田線
- 佐賀県道344号伊万里有田線 - 有田川の対岸を通る道路。
- 有田町コミュニティバス「消防署南」停留所
- 有田川

## 隣の駅
松浦鉄道
■西九州線
三代橋駅 - （臨）世界焱博駅 - 蔵宿駅